# Jerry Goldsmith
Jerrald King Goldsmith (Los Angeles, 10 de fevereiro de 1929 — Beverly Hills, 21 de julho de 2004) foi um compositor estadunidense de trilhas sonoras para cinema e televisão.
Ele é considerado um dos mais influentes compositores do século XX, tendo trabalhado em diferentes gêneros, principalmente ficção científica, terror e fantasia.
Goldsmith recebeu em sua carreira 17 indicações ao Oscar, tendo vencido apenas em uma ocasião pelo seu trabalho no filme The Omen, em 1976.

## Vida e carreira

### Infância e Educação
Goldsmith nasceu em Los Angeles, Califórnia, filho de Tessa e Morris Goldsmith. Ele aprendeu a tocar piano aos seis anos. Aos catorze, estudou piano, composição, teoria e contraponto. Goldsmith cursou a Universidade do Sul da Califórnia, onde teve como professor o compositor Miklós Rózsa. Goldsmith desenvolveu interesse em escrever música com Rózsa.

### Décadas de 1950 e 1960
Em 1950, Goldsmith encontrou trabalho como atendente no departamento musical da CBS. Ele começou a escrever trilhas sonoras para rádio e para programas de televisão da CBS (incluindo The Twilight Zone). Ele permaneceu na CBS até 1960, se mudando para o Revue Studios, onde ele compôs a música para vários programas, como The Man from U.N.C.L.E..
Em 1963 ele foi indicado ao seu primeiro Oscar pelo filme Freud: The Secret Passion. Pouco depois ele conheceu Alfred Newman, que o ajudou a ser contratado pela 20th Century Fox. Goldsmith então trabalhou com vários diretores famosos, como Robert Wise (Star Trek: The Motion Picture), Howard Hawks (Rio Lobo), Roman Polanski (Chinatown), Ridley Scott (Alien e Legend) e Franklin J. Schaffner (Planet of the Apes e Patton).

### Diferentes Gêneros
Goldsmith compôs trilhas sonoras para filmes de diferentes gêneros; filmes de guerra (Patton), filme noir (Chinatown), ação (Rambo: First Blood e suas sequências), thrillers (Basic Instinct), adaptação de quadrinhos (Supergirl), animação (The Secret of NIMH e Mulan), fantasia (Legend), terror (The Omen e suas sequências) e ficção científica (Planet of the Apes, Total Recall, Alien e cinco filmes da franquia Star Trek). Sua habilidade de compor músicas assustadoras e violentas o fez ganhar seu único Oscar por The Omen. Ele venceu Emmy Awards por trilhas para a TV em cinco ocasiões, incluindo para o épico Masada e o tema de abertura de Star Trek: Voyager.

### Últimas Trilhas
A última trilha de Goldsmith foi em 2003 para o filme Looney Tunes: Back in Action. Sua trilha para o filme Timeline, de Richard Donner, foi rejeitada na pós-produção; entretanto ela foi lançada em CD após sua morte.

## Star Trek
Goldsmith é frequentemente lembrado por suas trilhas sonoras para cinco filmes da franquia Star Trek: Star Trek: The Motion Picture, Star Trek V: The Final Frontier, Star Trek: First Contact (com seu filho Joel), Star Trek: Insurrection e Star Trek: Nemesis, e a música tema da série Star Trek: Voyager. O tema de Star Trek: The Next Generation foi adaptado do tema principal de Star Trek: the Motion Picture. Gene Roddenberry inicialmente queria que Goldsmith fizesse a trilha do episódio piloto de Star Trek, "The Cage", porém ele não estava disponível. Mesmo assim Goldsmith recomendou seu amigo Alexander Courage para Roddenberry.
A trilha sonora para Star Trek: The Motion Picture é considerada por muitos como o trabalho mais impressionante do compositor. Goldsmith foi incumbido de representar todo o universo com sua música. Porém seu tema inicial não foi bem recebido pelos produtores do filme (o diretor Robert Wise achou que parecia "navios navegando"). Embora um pouco desapontado com a rejeição, Goldsmith re-escreveu seu trabalho e chegou com o majestoso tema que acabou sendo usado (e é instantaneamente reconhecido até hoje)
A sequência de abertura do filme apresenta um tema para os Klingons. Goldsmith re-usaria o tema em Star Trek V: The Final Frontier a para Worf no futuro. O tema de amor para a personagem Ilia foi usado como overture. Ele também teve a ideia para para o som característico de V'Ger, usando o "Blaster Beam" (uma longa caixa de metal, equipada com cordas de piano, amplificadas eletronicamente) criado por Craig Huxley.
Alexander Courage, compositor do tema original da série, criou um novo arranjo do tema para ser usado especificamente em Star Trek: The Motion Picture.

## Lista de filmes e séries

### Década de 1950
- Black Patch (1957)
- Face of a Fugitive (1959)
- City of Fear (1959)

### Década de 1960
| - Studs Lonigan (1960) - The Spiral Road (1962) - Lonely Are the Brave (1962) - Freud: The Secret Passion (1962) - The Prize (1963) - The List of Adrian Messenger (1963) - The Stripper (1963) - Take Her, She's Mine (1963) - Lilies of the Field (1963) - A Gathering of Eagles (1963) - Shock Treatment (1964) - Rio Conchos (1964) - Seven Days in May (1964) | - Fate Is the Hunter (1964) - The Man from U.N.C.L.E. (1964) - The Satan Bug (1965) - Von Ryan's Express (1965) - A Patch of Blue (1965) - In Harm's Way (1965) - Morituri (1965) - Stagecoach (1966) - The Trouble with Angels (1966) - Seconds (1966) - The Sand Pebbles (1966) - To Trap a Spy (1966) - The Blue Max (1966) | - Our Man Flint (1966) - One Spy Too Many (1966) - In Like Flint (1967) - The Flim-Flam Man (1967) - Warning Shot (1967) - Hour of the Gun (1967) - Sebastian (1968) - The Detective (1968) - Planet of the Apes (1968) - Bandolero! (1968) - Justine (1969) - The Chairman (1969) - The Illustrated Man (1969) - 100 Rifles (1969) |

### Década de 1970
| - The Travelling Executioner (1970) - Tora! Tora! Tora! (1970) - The Ballad of Cable Hogue (1970) - Rio Lobo (1970) - Patton (1970) - Wild Rovers (1971) - The Mephisto Waltz (1971) - The Last Run (1971) - Escape from the Planet of the Apes (1971) - The Homecoming: A Christmas Story (1971) - The Other (1972) - Anna and the King (1972) - The Waltons (1972) - Ace Eli and Rodger of the Skies (1972) - Pursuit (1972) - The Red Pony (1973) - Shamus (1973) - Police Story (1973) | - One Little Indian (1973) - The Don is Dead (1973) - Papillon (1973) - Hawkins on Murder (1973) - Barnaby Jones (1973) - Winter Kill (1973) - A Tree Grows in Brooklyn (1974) - Chinatown (1974) - S*P*Y*S (1974) - High Velocity (1974) - QB VII (1974) - Take a Hard Ride (1975) - A Girl Named Sooner (1975) - Ransom (1975) - Breakout (1975) - Babe (1975) - The Reincarnation of Peter Proud (1975) - The Wind and the Lion (1975) | - Breakheart Pass (1976) - Logan's Run (1976) - The Omen (1976) - Islands in the Stream (1976) - Twilight's Last Gleaming (1977) - The Cassandra Crossing (1977) - MacArthur (1977) - Coma (1977) - Damnation Alley (1977) - Contract on Cherry Street (1977) - Capricorn One (1978) - The Swarm (1978) - Damien: Omen II (1978) - The Boys from Brazil (1978) - Magic (1978) - The First Great Train Robbery (1979) - Alien (1979) - Players (1979) - Star Trek: The Motion Picture (1979) |

### Década de 1980
| - Caboblanco (1980) - Omen III: The Final Conflict (1981) - Masada (1981) - Inchon (1981) - Outland (1981) - Night Crossing (1981) - Raggedy Man (1981) - The Salamander (1981) - The Challenge (1982) - Poltergeist (1982) - The Secret of NIMH (1982) - First Blood (1982) - Psycho II (1983) | - Twilight Zone: The Movie (1983) - Under Fire (1983) - Gremlins (1984) - Supergirl (1984) - Runaway (1984) - Legend (1985) - Rambo: First Blood Part II (1985) - Baby: Secret of the Lost Legend (1985) - Explorers (1985) - King Solomon's Mines (1985) - Poltergeist II (1986) - Amazing Stories (1986) - Link (1986) | - Lionheart (1986) - Hoosiers (1986) - Extreme Prejudice (1987) - Innerspace (1987) - Best Shot (1988) - Rent-A-Cop (1988) - Rambo III (1988) - Criminal Law (1988) - Alien Nation (1988) - The 'Burbs (1989) - Leviathan (1989) - Warlock (1989) - Star Trek V: The Final Frontier (1989) |

### Década de 1990
| - The Russia House (1990) - Gremlins 2: The New Batch (1990) - Total Recall (1990) - H.E.L.P. (1991) - Not Without My Daughter (1991) - Sleeping with the Enemy (1991) - Mom and Dad Save the World (1991) - Medicine Man (1991) - Basic Instinct (1992) - Forever Young (1992) - Mr. Baseball (1992) - Matinee (1992) - Gladiator (rejeitada) (1992) - Hollister (1992) - Love Field (1993) - The Vanishing (1993) | - Dennis The Menace (1993) - Rudy (1993) - Six Degrees of Separation (1993) - Malice (1993) - Angie (1994) - Bad Girls (1994) - The Shadow (1994) - The River Wild (1994) - I.Q. (1994) - Congo (1995) - First Knight (1995) - Star Trek: Voyager (1995) - Powder (1995) - City Hall (1995) - Executive Decision (1996) - Two Days in the Valley (rejeitada) (1996) | - Chain Reaction (1996) - Star Trek: First Contact (1996) - The Ghost and the Darkness (1996) - Fierce Creatures (1996) - Air Force One (1997) - L.A. Confidential (1997) - The Edge (1997) - Deep Rising (1998) - U.S. Marshals (1998) - Small Soldiers (1998) - Mulan (1998) - Star Trek: Insurrection (1998) - The Mummy (1999) - The Haunting (1999) - The 13th Warrior (1999) |

### Década de 2000
- Hollow Man (2000)
- Along Came a Spider (2001)
- The Last Castle (2001)
- The Sum of All Fears (2002)
- Star Trek: Nemesis (2002)
- Looney Tunes: Back in Action (2003)
- Timeline (rejeitado) (2003)

## Prêmios e indicações

### Oscars
18 indicações, uma vitória:
- 1963 — Freud: The Secret Passion
- 1966 — A Patch of Blue
- 1967 — The Sand Pebbles
- 1971 — Patton
- 1974 — Papillon
- 1975 — Chinatown
- 1976 — The Wind and the Lion
- 1977 — The Omen
- 1979 — The Boys from Brazil
- 1980 — Star Trek: The Motion Picture
- 1983 — Poltergeist
- 1984 — Under Fire
- 1987 — Hoosiers
- 1993 — Basic Instinct
- 1998 — L.A. Confidential
- 1999 — Mulan (junto com Matthew Wilder e David Zippel)

### Emmy Award
6 indicações, 5 vitórias:
- 1961 — Thriller (junto com Pete Gugolo)
- 1973 — The Red Pony
- 1975 — QB VII
- 1976 — Babe
- 1981 — Masada
- 1995 — Star Trek: Voyager

### Golden Globe
9 indicações, nenhuma vitória:
- 1965 — Seven Days in May
- 1967 — The Sand Pebbles
- 1975 — Chinatown
- 1980 — Star Trek: The Motion Picture
- 1980 — Alien
- 1984 — Under Fire
- 1993 — Basic Instinct
- 1998 — L.A. Confidential
- 1999 — Mulan